# Richard Gleim
Richard Gleim (* 1941 in Düsseldorf; † 16. Juli 2019 ebenda; Pseudonym: ar/gee gleim) war ein deutscher Fotograf. Sein Künstlername ar/gee gleim, den er sich Ende der 1970er Jahre als Szenefotograf in der Düsseldorfer Punkszene zulegte, entspricht der englischen Aussprache seiner Initialen R. G.

## Biografie
Richard Gleim arbeitete als gelernter Gärtner mit einer zusätzlich abgeschlossenen kaufmännischen Berufsausbildung. Gleim spielte in den 1950er Jahren in verschiedenen Jazzbands Klarinette und tingelte abends unter dem Pseudonym „Fat Daddy“ durch die Clubs der Düsseldorfer Altstadt. 1978 begann er sich als freischaffender Fotograf zu betätigen und machte seine ersten bezahlten Aufnahmen für Frau im Spiegel, bevor er durch die Bekanntschaft mit der Band Der Plan zum Fotografen der gerade aufkommenden Düsseldorfer Punkszene wurde. Die 1980 entstandene Zeitschrift Spex zeigte eine Vielzahl seiner Fotos.
Gleims Fotodokumentation Guter Abzug wurde 1982 bei der documenta in Kassel vorgestellt. Seine Fotografien gelten als Zeitdokumente und wurden zum Teil im Ratinger Hof aufgenommen. Sie waren Bestandteil der Ausstellung Zurück zum Beton im Juli 2002 in der Kunsthalle Düsseldorf.
Gleim betrieb jahrelang eine Künstleragentur in Düsseldorf und schrieb als Autor in diversen Onlinemagazinen und Blogs. In der Anthologie Düsseldorf Walking aus dem Jahr 2014, herausgegeben vom Düsseldorfer Journalist und Autor Sven-André Dreyer, ist Gleim mit mehreren Erzählungen vertreten. Zudem ist Richard Gleim an der Wanderausstellung des Goethe-Instituts Geniale Dilletanten mit 25 Exponaten beteiligt.
Gleims Fotografien aus den Jahren 1980 bis 1983 wurden vom 30. September bis zum 14. Oktober 2017 unter dem Titel ZK und die frühen Toten Hosen im „PostPost – Grand Central“ in Düsseldorf ausgestellt. Im Juli 2019 ist Richard Gleim im Alter von 78 Jahren gestorben.